# Ferme générale
Die Ferme générale (sinngemäß übersetzt Generalfinanzpachtamt des Königreiches) war eine im absolutistisch regierten Frankreich im Jahre 1681 durch Jean-Baptiste Colbert gegründete Institution, deren Zweck in der Erhebung von Steuerpachten bestand. Colbert war 1668 von König Louis XIV zum Staatssekretär des Königlichen Haushalts (Secrétaire d’État à la Maison du Roi) ernannt worden. Bis zu diesem Zeitpunkt bestanden verschiedene Pachten nebeneinander.
Unter der Regentschaft von Ludwig XV. wurden im Jahre 1728 die bisher einzelnen Pachtungen nach deren Vereinigung zur ferme générale auf sechs Jahre an 40 Mitglieder verteilt. Ab dem Jahre 1755 waren es 60 Mitglieder. Die ferme générale erwirtschaftete immerhin fast die Hälfte der Staatseinnahmen des Ancien Régime.

## Vorläufer
Als Vorläuferorganisation ist zunächst die gabelle zu nennen. Sie wurde während der Herrschaft Philipps IV. im Jahr 1286 als vorübergehende Konstruktion erdacht und erhoben, setzte sich aber dann unter Karl V. als ein dauerhaftes Steuereinnahmeinstrument durch. Die gabelle  stellte in Frankreich ursprünglich eine Steuererhebung auf jegliche Art von Waren dar; weitere Formen waren die gabella emigrationis (eine Steuer, die gegenüber Emigranten für mitgenommene Vermögen erhoben wurde) sowie die gabella hereditatis, die für eine ins Ausland gehende Erbschaft oder Schenkung zu entrichten war.
Die Ferme générale war durch Jean-Baptiste Colbert zum Zweck in der Erhebung von Steuerpachten begründet worden. Vor der Einführung der Steuerpacht gab es verschiedene Pachten nebeneinander. Mit der Aufnahme der Regentschaft von Ludwig XV. und der Übernahme der Regierungsgeschäfte durch Kardinal André-Hercule de Fleury im Jahre 1726 wurden im Jahre 1728 die bis dahin einzelnen Pachtungen zur ferme générale vereint.
Die cinq grosses fermes wurden für eine bestimmte Zeit einzelnen Fermiers Généraux zur Pacht überlassen:
- Gabelles oder Salzsteuer;
- Steuererhebungen um die Stadt Paris herum, also Steuern auf einige Grundnahrungsmitteln, z. B. Öl, Zucker, Wein usw.;
- Vertragssteuern;
- Tabaksteuern (begründet zwischen Jahren 1674 bis 1675);
- Steuern für die französischen Gebiete in Nordamerika, die als domaine d'occident oder Ferme d'occident créée bezeichnet wurden (sie entstanden ebenfalls zwischen 1674 und 1675);
- ferner die Steuern für Stempelpapier Ferme du papier timbré (ebenfalls zwischen 1674 und 1675 eingeführt, siehe hierzu auch Aufstände gegen die neue Steuer auf Stempelpapier).

## Erläuterungen
Die Steuerpacht ist ein Verfahren zur Steuererhebung, bei dem ein Staat Steuern und Abgaben nicht selbst, sondern über Privatleute (sog. Steuerpächter, fermiers généraux) einzieht, an die die Steuereinnahmen gegen Vorkasse oder laufende Zahlungen verpachtet werden. Die Zahlungen der Steuerpächter können vom Staat festgesetzt sein, oder das Recht zur Steuererhebung kann im Vorhinein ersteigert werden. Die Ferme générale war im Ancien Régime in Frankreich eine im obigen Sinne organisierte Institution, deren Aufgabe darin bestand, Zölle und Verbrauchsteuern im Namen des Königs innerhalb von bestehenden Sechs-Jahres-Verträgen zu erheben.
Mit dem Compte rendu au Roi oder Finanzbericht an den König vom 19. Februar 1781 berichtete der damalige französische Finanzminister Jacques Necker etwa über den aktuellen Zustand der königlich-staatlichen Finanzen und legte im Übrigen auch Rechenschaft über seine bisherige Reformpolitik ab.
Der Auftragnehmer, also der Steuerpächter (fermier général), verpflichtete sich zur Zahlung an die Staatskasse in Höhe der festgelegten Pacht und erhielt im Gegenzug einen Überschuss nach der Steuererhebung. Eine Obergrenze wurde für diese Vergütung aus dem Jahr 1780 eingestellt.
Für die Pacht in den Jahren 1768 bis 1774 musste die Ferme générale 90 Millionen Livres pro Jahr zahlen. Ein fermier général war somit verpflichtet, 1,5 Millionen Livres vorzustrecken. Nicht jeder der Pächter war allein zu solch einer umfangreichen Vorauszahlung in der Lage; somit taten sich mehrere Personen hinter dem Namen eines fermier zusammen, man nannte diese Gehilfen. Für sein an die Staatskasse vorgestrecktes Kapital hatte der fermier ein jährliches Anrecht auf 2400 Livres Spesenvergütung, 24.000 Livres Honorar, 10 % Zinsen für die erste Million und 6 % Zinsen für jede weitere halbe Million. Somit betrug das Einkommen eines fermier général jährlich circa 157.000 Livres (zum Vergleich: Ein mittlerer Beamter hatte ein Jahressalär von weniger als 1000 Livres.).

## Ausformungen im 18. Jahrhundert
Die Mauer der Generalpächter (Mur des Fermiers généraux) in Paris wurde zwischen 1785 und 1788 errichtet. Nach den Angaben von Louis-Sébastien Mercier gab es 60 Schlagbäume an den Außenstellen und Einfallstraßen der Vororte von Paris, davon 24 Hauptschlagbäume und zwei Einlässe auf dem Wasserwege, zu deren Überwachung zwei Zollschiffe eingesetzt worden waren. An diesen Punkten waren Zollbeamte tätig. Bei Verstoß gegen das Reglement wurde ein Protokoll erstellt und ein entsprechendes Bußgeld erhoben.

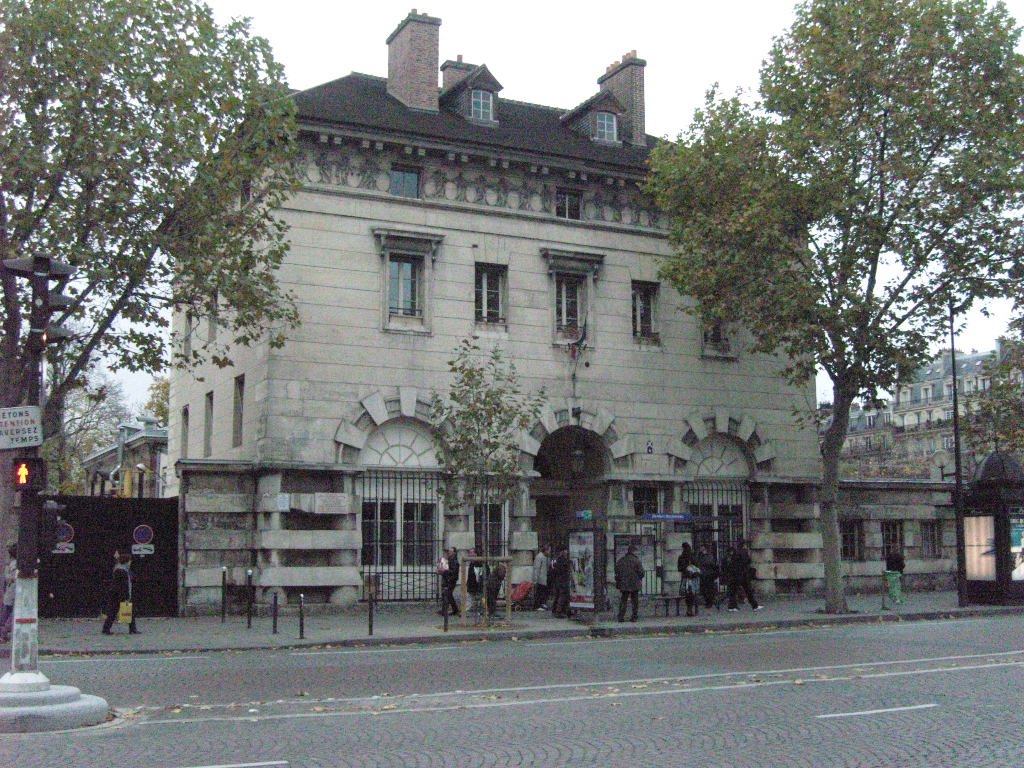
Ein Flügel der barrière d’Enfer: Es ist einer der Kontrollpunkte in der Mur des Fermiers généraux, jetzt Place Denfert-Rochereau

Die Ferme générale war eine Institution des Ancien Régime. Sie fand sich damit während der Französischen Revolution stärkster Kritik ausgesetzt. Die Ferme Générale wurde 1790 aufgehoben. Die führenden Mitglieder wurden auf dem Schafott hingerichtet, insgesamt wurden 28 ehemalige Mitglieder des Konsortiums am 8. Mai 1794 guillotiniert, so auch Antoine Lavoisier und der Vater seiner Ehefrau Marie Anne Pierrete Paulze Lavoisier, Jacques Paulze (1723–1794).
Nach der Französischen Revolution führte man einen grundlegenden Wandel in den bisherigen Verhältnissen herbei. Im Jahre 1789 wurden in Frankreich alle Steuerfreiheiten und Privilegien aufgehoben und die allgemeine, gleichmäßig verteilte Grundsteuer eingeführt. Diese Veranlagung zu den direkten Steuern, zu denen dann die Grund- und Gebäudesteuer gehörten, war in der konstituierenden Versammlung durch einen Gesetzeserlass vom 1. Dezember 1790 festgelegt worden. Zu dem Ausführungsverfahren erschienen mehrere Verordnungen, abschließend wurde das Gesetz am 23. November 1798 verabschiedet.

## Liste der Hauptzollpächter (fermiers généraux)
- Jacques-Mathieu Augeard (1732–1805)
- Nicolas Beaujon (1718–1786)
- Louis Béchameil de Nointel (1630–1703)
- Louis-Dominique-François Le Bas de Courmont (1706–1777)
- Louis-Dominique-Marie Le Bas de Courmont
- Jean-Benjamin de La Borde (1734–1794)
- Jean-François de La Borde (1691–1769)
- Étienne-Michel Bouret (1709–1777)
- Jacques Joseph Brac (1726–1794)
- Geoffroy Chalut de Vérin (1705–1787)
- André-Guillaume Darlus (1683–1747)
- Paul Delpech (1682–1751)
- Nicolas Deville de Noailly
- Charles Louis Claude Dupin, seigneur de Francueil (1716–1780)
- Claude Dupin (1686–1769)
- Charles-Claude-Ange Dupleix (1696–1750)
- Jean-Joseph-Louis Graslin (1728–1790)
- Antoine Gaspard Grimod de La Reynière (1687–1754)
- Laurent Grimod de La Reynière (1733–1793)
- Pierre Grimod du Fort (1692–1748)
- André Haudry (1688–1769)
- Claude Adrien Helvétius (1715–1771)
- Louis Denis Lalive de Bellegarde (1679 oder 1680–1751)
- Denis Joseph Lalive d’Épinay (1724–1782)
- Antoine Laurent de Lavoisier (1743–1794)
- Jean Le Juge
- Charles-Guillaume Lenormant d’Étioles (1717–1799)
- Jean Bonaventure Le Lay de Villemaré (1659–1743)
- Laurent Mazade (1656–1743)
- François-Nicolas Mégret d’Étigny (1673–1734)
- Charles François Paul Le Normant de Tournehem (1684–1751)
- Alexandre Philbert Pierre de Parseval (1758–1794)
- Charles René de Parseval (1759–1794)
- Philbert de Parseval (1696–1766)
- Jacques Paulze (1723–1794)
- Paul Poisson de Bourvallais († 1718)
- Jean-François de La Porte (1675–1745)
- François de La Porte de Féraucourt († 1731)
- François de La Porte du Plessis (1695–1733)
- Charles Renouard de La Touanne († 1701)
- Sigisbert Richard
- Alexandre Le Riche de La Pouplinière (1693–1762)
- Pierre-Paul Riquet (1609–1680)
- Gilles de Ruellan (1575–1627)
- Charles Savalette (1683–1756)
- Jean Baptiste Louis Georges Seroux d’Agincourt (1730–1814)
- Jean-Baptiste Tavernier-Boullongne (1749–1794)
- Honoré Tholozan de Sézane (1731–1814), von Metz
- Jean-Joseph de Laborde (1724–1794)